# La Pintada (Guerrero)
La Pintada fue una localidad rural del estado mexicano de Guerrero, localizado en el municipio de Atoyac de Álvarez en la región de la Costa Grande de Guerrero.

## Localización y demografía
La Pintada se encuentra localizada en el noreste del territorio municipal de Atoyac de Álvarez en lo alto de la Sierra Madre del Sur, sus coordenadas geográficas son 17°20′48″N 100°10′02″O / 17.34667, -100.16722 y a una altitud de 1 073 sobre el nivel del mar, su acceso es difícil y está formado únicamente por una carretera de orden estatal pavimientada de dos carriles que lo une con la comunidad de El Paraíso y luego con la cabecera municipal Atoyac de Álvarez.
La Pintada figuró por primera ocasión como localidad en el censo realizado en 1960, de acuerdo a los resultados del de 2010 llevado a cabo por el Instituto Nacional de Estadística y Geografía, la población total de La Pintada es de 628 habitantes de los que 326 hombres y 302 mujeres.

## Corrimiento de tierra en 2013
El 16 de septiembre de 2013 y tras tres días de intensas lluvias causadas por el Huracán Manuel en la zona, ocurrió un corrimiento de tierra que destruyó aproximadamente la mitad de la comunidad, sepultando un número indeterminado de viviendas y pobladores, el 19 de septiembre las autoridades federales lograron llegar vía aérea a la comunidad, confirmándose ese día la cifra de 68 desaparecidos.

## La Nueva Pintada
Después del trágico suceso la comunidad fue reubicada en una zona más segura retirada de la antigua "Pintada", "La nueva Pintada" como fue renombrada fue inaugurada el 26 de mayo de 2014, con una zona de 200 viviendas, un complejo escolar (Kinder, Primaria y Telesecundaria), 2 parques, una capilla, un centro de salud y un complejo comercial (Tortilleria, Panadería, Etc.). 